# Halfpipe

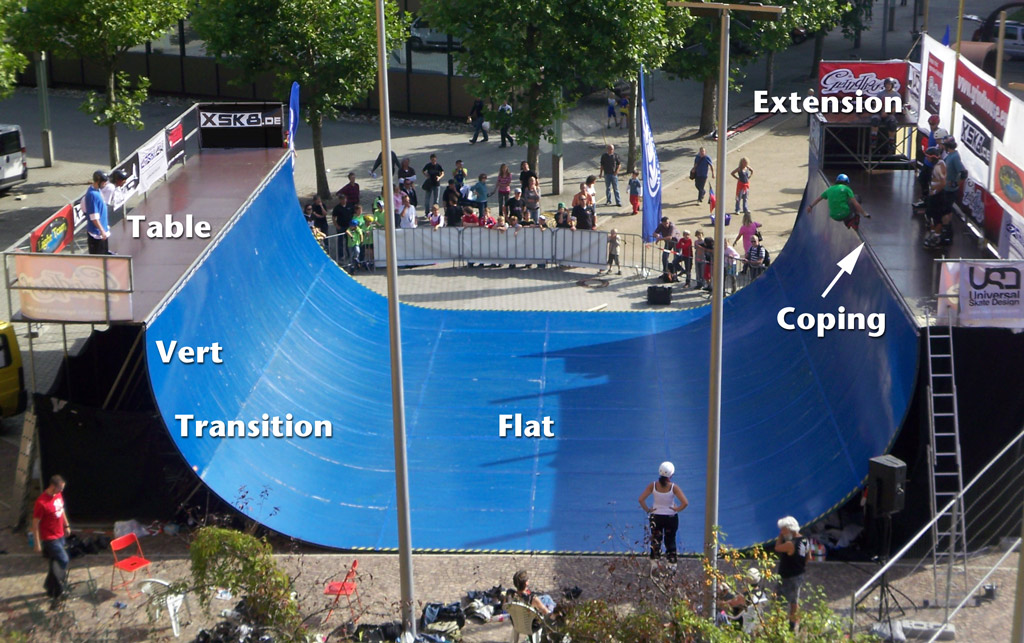
Halfpipe met beschrijving

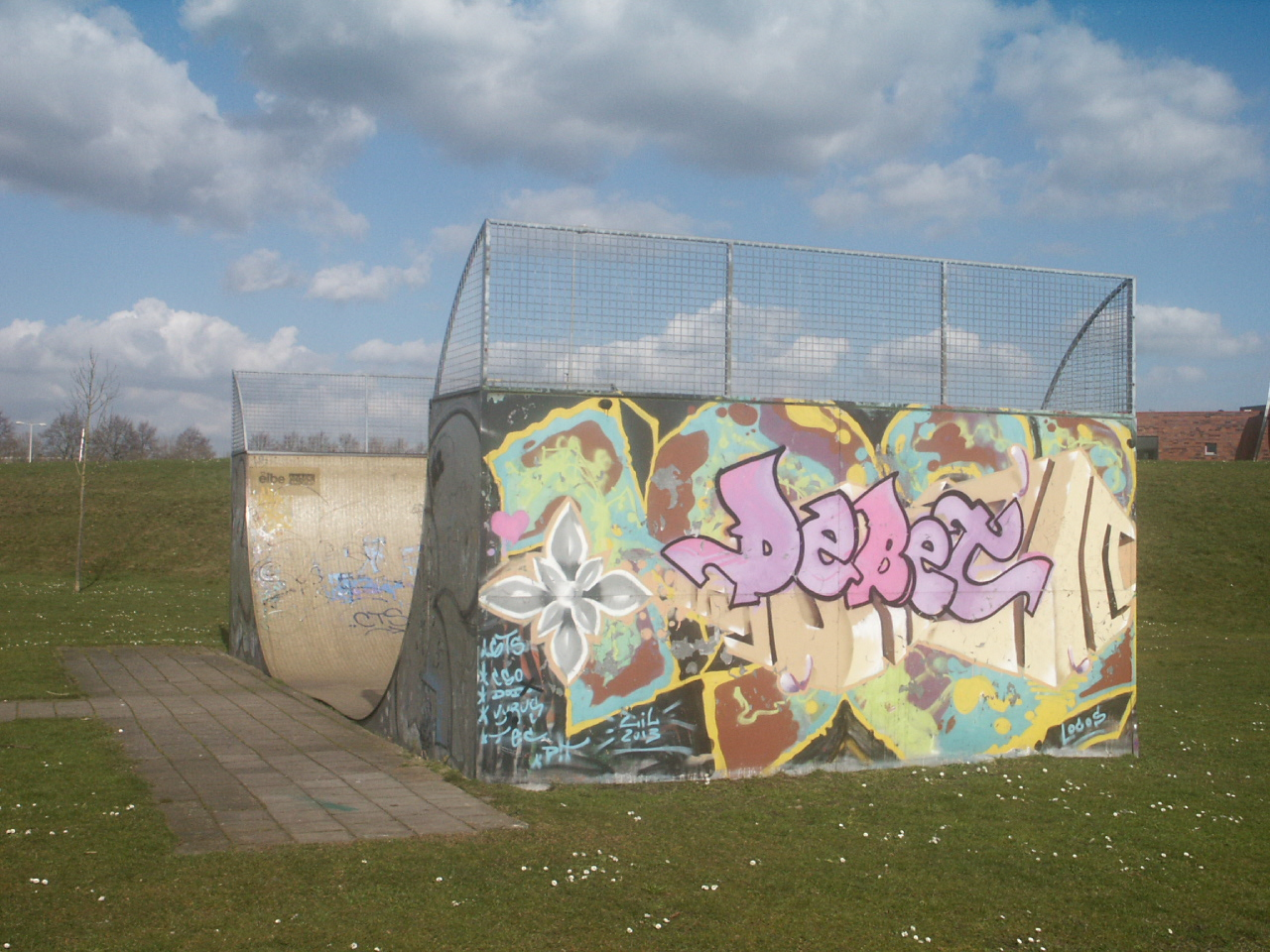
Halfpipe met graffiti in Amsterdam-Zuidoost

Een halfpipe of halfpijp is (vooral in het skateboarden, skaten, snowboarden en skiën) letterlijk een halve pijp waarin oefeningen gedaan kunnen worden. In een hoge halfpipe is het mogelijk heel hoog te springen.
Er worden vaak aparte skatewedstrijden gehouden in de halfpipe waarbij wordt gekeken naar de hoogte van de sprong, de moeilijkheid van de trick, en hoe de wedstrijddeelnemer landt.
Een halfpipe wordt dikwijls ook ramp genoemd, omdat de twee veel op elkaar lijken en er dezelfde tricks in gedaan kunnen worden. Op skatebanen staan vaak ook quarter pipes, in principe een halve halfpipe.
Eigenlijk zijn er in heel Europa maar weinig halfpipes die ook werkelijk half rond zijn. In de meeste steden zijn pipes met een plat stuk in het midden te vinden, die dus geen zuivere halfpipe zijn. Ook bestaan er veel miniramps zonder verticaal stuk (no vert). Deze zijn zeer goed geschikt voor het oefenen van lip- en fliptricks, en voor beginnelingen.
Wiskundig gezien is niet de halve cirkel de meest ideale vorm om een hoge snelheid te bereiken, maar een cycloïde.